# Gare de Vychneve
La gare de Vychneve (en ukrainien : Вишневе (станція), est une gare ferroviaire à Vychneve en Ukraine.

## Situation ferroviaire
Elle est exploitée par le réseau Pivdenno-Zakhidna zaliznytsia sur le tronçon électrifié Gare de Fastiv I — Gare de Kyiv-Volynskyi.

## Histoire
La gare a été ouverte en 1876 sous le nom de Joulyany et a longtemps été une gare de fret, elle a ce nom depuis 2003.

## Service des voyageurs

### Accueil

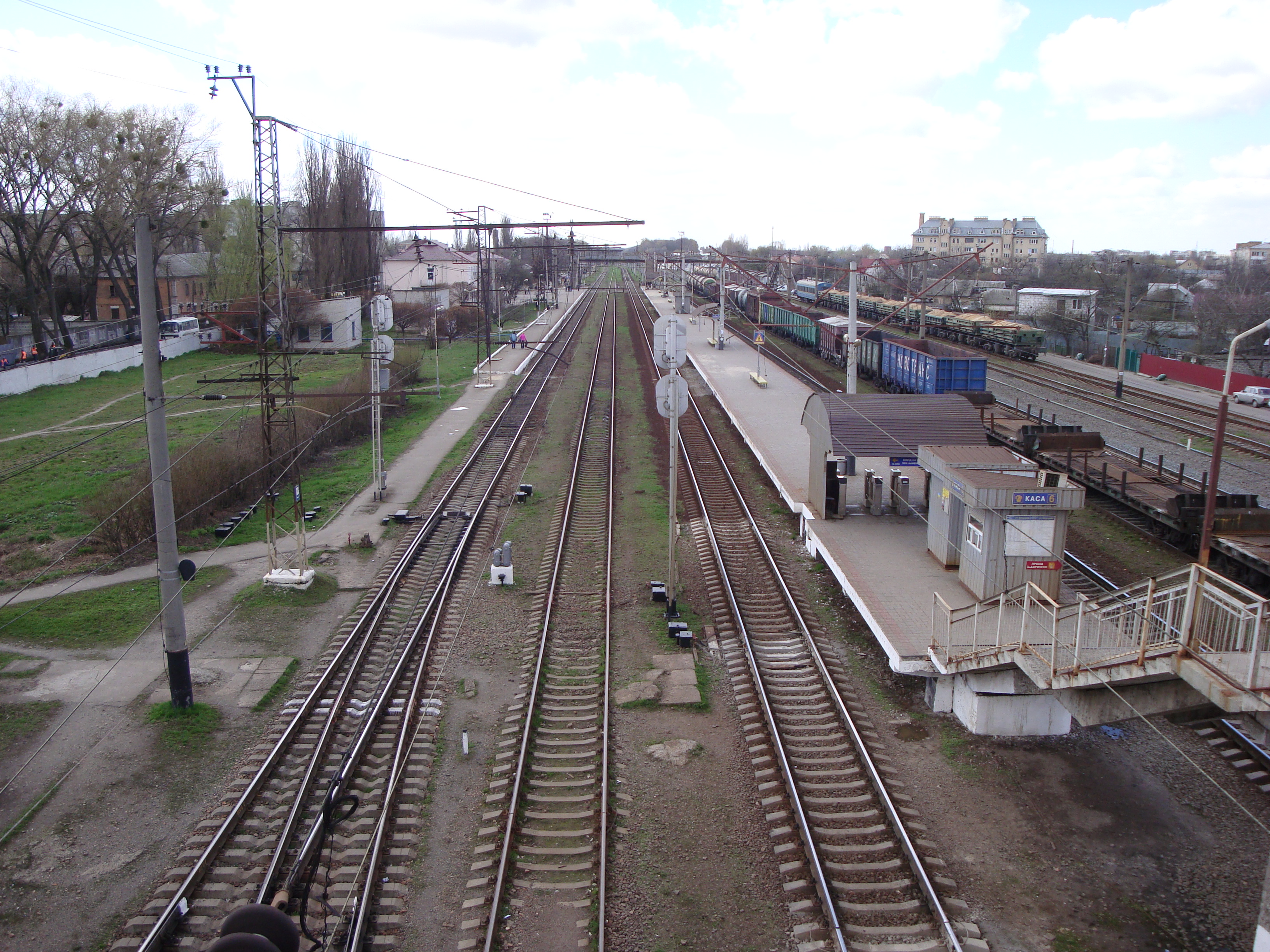
Ses voies,
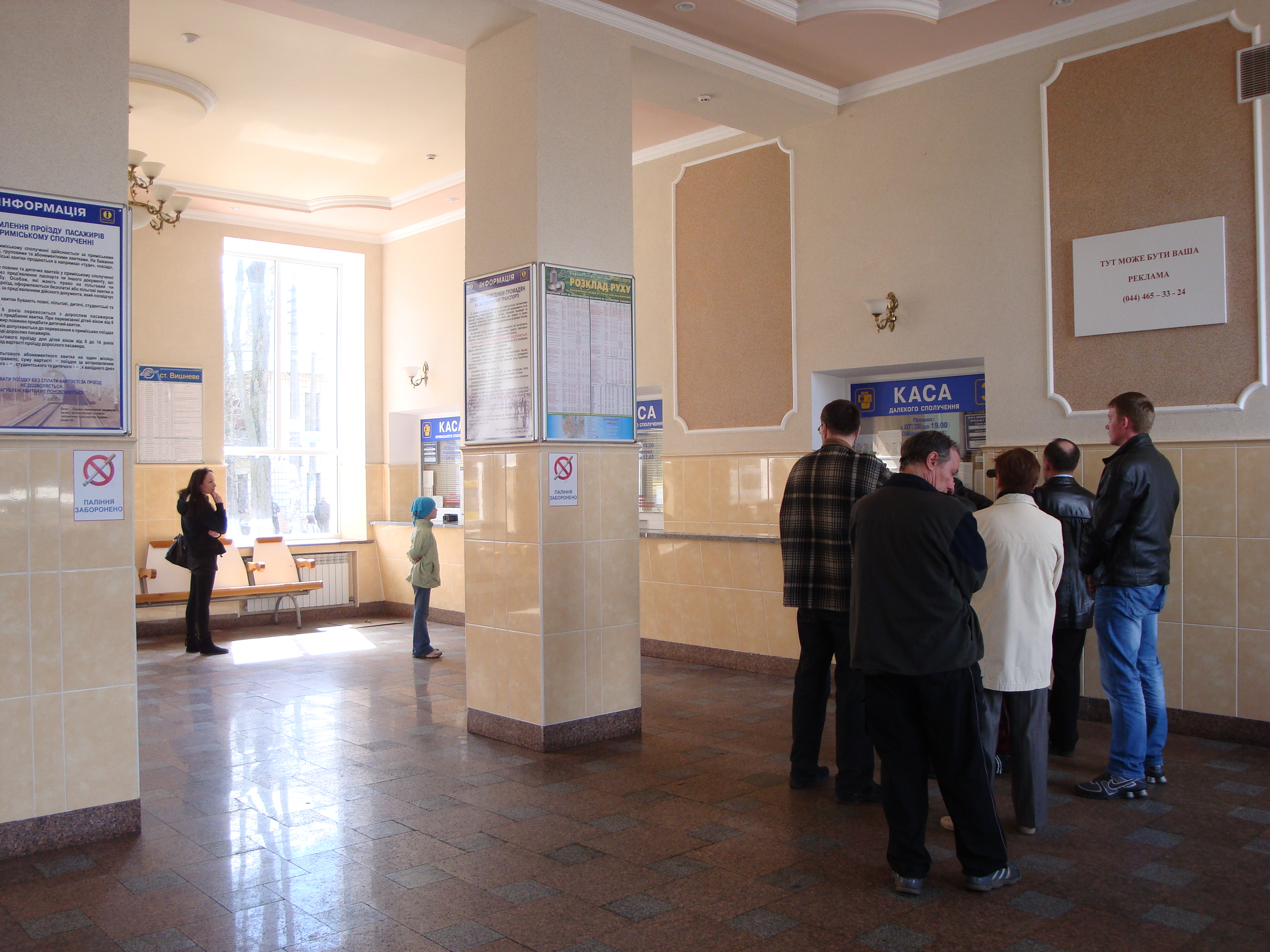
halle passagers.